# Golfclub Kralingen
Golfclub Kralingen speelt in Kralingen (Rotterdam) op de Openbare Golfbaan Kralingen, een van de oudste golfbanen van Nederland. De baan in Kralingen ligt op 7 meter onder NAP en is de laagst liggende baan van Europa.

## Geschiedenis
De baan wordt in 1933 geopend en is de negende golfbaan van Nederland. Hij telt 9 holes. Hij wordt tot 1981 bespeeld door de Rotterdamsche Golfclub (RGC). Als die club 18 holes wil hebben, verlaat zij het terrein en richt Golfclub Broekpolder op, die in Vlaardingen een 18-holes golfbaan aanlegt. Enkele leden van de RGC besluiten niet mee te gaan naar Broekpolder, en zetten de golfclub voort onder een nieuwe naam: Golfclub Kralingen. Het is sinds die tijd een openbare baan. De Nederlandse Golf Federatie (NGF) laat hen het 'clubnummer 9' behouden.

## Jaarlijkse open toernooien
Jaarlijks organiseert Golfclub Kralingen enkele toernooien waaraan ook niet-clubleden aan mogen deelnemen.
- het Rotterdams Golf Open (voorheen: Open Strokeplay Kampioenschap van Rotterdam). Dit initiatief is inmiddels overgenomen in Amsterdam, waar de Amsterdamsche Golfclub een dergelijk toernooi op de kalender heeft gezet.
- de NGF Jeugd Tour

## Golfbanen in Nederland
- Lijst van golfbanen in Nederland